# Tonke Dragt
Antonia "Tonke" Johanna Dragt (Batavia, 1930. november 12. – Hága, 2024. július 12.) holland gyermekkönyvíró és illusztrátor.

## Életrajza

### Gyermekkor Batáviában
Antonia Johanna Dragt, ismertebb nevén Tonke Dragt 1930-ban született a Holland Kelet-Indián lévő Batáviában (ma Jakarta, Indonézia) egy ottani holland biztosítási ügynök legidősebb lányaként. Kezdetben „Tonneke”-nek hívták (hollandul 'dongó'), ami nem tetszett neki, „mert magas és vékony voltam.” A Nassau iskolába járt (Carpentier Alting Stichting Nassau School). Családi környezete kreatív volt: apja és egyik nővére is érdeklődött az írás iránt, és családnak saját „házi könyvtára” volt. Több korai regényének, például a De brief voor de koning és Geheimen van het Wilde Woud címűnek az ihletét a Puncakban és Situgunungban töltött éves nyári vakációi adták.
A második világháború alatt Dragt, az édesanyja és két nővére a Tjideng japán fogolytáborban voltak internálva. A táborban kedvezőtlen volt a helyzet, hiány volt az élelmiszerben és más alapvető dolgokban. Mivel az olvasás volt a legnagyobb hobbija, Dragt gyakran unatkozott, mivel nem voltak regények. E probléma megoldására 13 évesen barátnőjével, Tineke-vel elhatározta, hogy Tito Drastra írói álnéven regényt ír De jacht op de touwkleurige (Vadászat a kötélszínűre) címmel. Dragt illusztrációkat is készített ehhez a regényhez. Egy második, soha be nem fejezett könyve, a De Florentijnse ring (A firenzei gyűrű) a debütáló regénye, a De verhalen van de tweelingbroers egy részének motívuma lett volna. Mindkét regényt megfelelő jegyzetfüzetek híján használt papírlapok és WC-gurigák laza lapjaira írta.
A második világháború befejezte után újra együtt lett apjával, és családja Hollandiába költözött, ahol először 1949-ben Dordrechtbe, majd Hágába költöztek.

### Hollandiában
Hollandiában befejezte középiskolai vizsgáit, majd beiratkozott a hágai Vizuális Művészeti Akadémiára. Az volt az álma, hogy főállású művész legyen, de a szülei arra bíztatták, hogy olyasmit csináljon, amivel elég jövedelemre tehet szert ahhoz, hogy gondoskodni tudjon magáról, ezért arra összpontosított, hogy művésztanár legyen.
Dragt ezután leginkább éjszaka írt, míg nappal általános iskolákban dolgozott rajztanárként. Tanárként gondot okozott neki az osztályterem irányítása, mivel a babyboom miatt gyakran negyven-ötven gyerekkel teltek meg az osztályok. Hamar észrevette, hogy meséléssel le tudja nyugtatni a diákjait. Ez a tapasztalat adta az ihletet Frans van der Steghez, De zevensprong című regényének főhőséhez.
1956-ban első munkáit több magazin és újság is befogadta, leginkább a Kris Kras című folyóirat. Öt évvel később jelent meg debütáló könyve, amelyet a kritikusok kedvezően fogadtak. 1962-ben második regényével, a De brief voor de koning (Levél a királynak) című regényével szerzett nagy hírnevet, amely elnyerte az év legjobb holland gyermekkönyvének járó díjat. Az 1960-as években továbbra is nagy ütemben termelt, de a következő évtizedekben masszívan csökkentette az új művek kibocsátását, bár a régebbi novellák gyűjteményei sok hiányt pótoltak.
A saját könyvei írása és illusztrálása mellett Tonke Dragt néhány más könyvhöz is készített illusztrációkat, többek között Paul Biegel, E. Nesbit, Rosemary Sutcliff és Alan Garner Elidor című regényéhez.
Az évtized során Tonke Dragt munkáit számos nyelvre lefordították, többek között németre, afrikaansra, csehre, spanyolra, dánra és indonézre. Egészen 2013-ig kellett várni arra, hogy első regényét lefordítsák angolra.

## Stílusa és témái
Tonke Dragt számos könyve és története fantasy vagy sci-fi környezetben játszódik, bár általában szorosan kapcsolódik a való világhoz, vagy összefonódik azzal. A De brief voor de koning, a Geheimen van het Wilde Woud és néhány novella egy fiktív középkori világban játszódik. A Torenhoog en mijlenbreed, az Ogen van tijgers és a kapcsolódó történetek a közeljövőhöz közeli sci-fi történetek, ahol a cselekmény a Vénuszon és a Földön játszódik. A De torens van februari a mi világunk és egy párhuzamos világ között váltakozik. A De zevensprong leginkább egy realista környezetben játszódik.
Dragt a legendák és mesék elemeit használja, a legvilágosabban a Verhalen van de tweelingbroers című művében. Történetei főként egy vagy néhány férfi főszereplőre, gyakran tinédzserekre koncentrálnak. Ők személyes keresésre indulnak, egy olyan keresésre, amely egy tárgyban, például a Levél a királynak-ban szereplő levélben külsődleges, de amely saját személyiségük felfedezéséhez vezet. Dragt elismerte, hogy férfi szereplőket használ, mivel ez logikusabb volt történelmi helyszínein, például a középkorban a De brief voor de koning-ban, ahol a nők kisebb szerepet játszottak. Ráadásul a korabeli hagyományos „lánykönyveket” „lassúnak” nevezte, inkább fiúknak szóló könyveket olvasott.
Stílusa és témái egyedülállónak számítottak a holland gyermekirodalomban, mivel az 1960-as évekig a legtöbb holland gyermekirodalom a mindennapi realista környezetben játszódott, kisgyermekek bevonásával. Az 1960-as években Dragt Thea Beckmannal együtt úttörő szerepet kezdett betölteni a gyermekirodalomban a történelmi fantasy és sci-fi környezetben játszódó főhősöket tartalmazó vastag könyveikkel.
Dragt sokáig csodálta a brit gyermekirodalmat a fantasy hagyományaiért, és kijelentette, hogy a holland irodalom realizmust követel. 2019-ben egy interjúban ezért felidézte első beszélgetését Miep Diekmannal, aki akkoriban a Leopoldnál dolgozott szerkesztőként, és akit az első Verhalen van de tweelingbroers kézirat nem győzött meg teljesen, mondván, hogy a mesék kimentek a divatból. Diekmannt a könyv vastagsága is aggasztotta, hiszen összesen több mint 350 oldalas, ami akkoriban szokatlan volt egy gyermekkönyv esetében. Az illusztrációk és a mesélőkészség azonban elbűvölte, Dragtot „tehetségesnek” nevezte.
Első könyveit és azok illusztrációit főként batáviai gyermekkora és a középkor ihlette, a hollandok által egzotikusnak tartott helyszíneket épített be történeteibe, a Geheimen van het Wilde Woud és a De brief voor de koning részben esőerdőben és hegyeken játszódik, lovagok láncinges páncélban. A Verhalen van de tweelingbroers-ben a történet fő helyszíne, Bainoe városa az illusztrációkban erősen hasonlít Bataviára, a történet illusztrált szereplői pedig olasz reneszánsz divat szerinti öltözéket hordanak, a főszereplők, Jiacomo és Laurenzo giorneát és sapkát viselnek.

## ALevél a királynaksikere
A De short voor de Koning című könyv eddig több mint 1 millió példányban kelt el. A könyvet sokszor lefordították, és 2007-ben a 22. holland kiadást, 2021-ben pedig a 61. kiadást érte el.
2007-ben zenés színházi darabként mutatták be. Ez volt a második színházi produkció, amely Tonke Dragt művei alapján készült, a De Zevensprong adaptációja után.
2015-ben a Geheimen van het Wilde Woud című folytatását lefordították angolra.
A könyv alapján készült film Derek de Lint főszereplésével 2008 nyarán jelent meg. 2020-ban a Netflix bemutatott egy hat epizódos sorozatot lazán a könyv alapján, Amir Wilson főszereplésével.

## Halála
93 éves korában, 2024. július 12-én halt meg Hágában.

## Bibliográfia
- 1961 Verhalen van de tweelingbroers (A 15. kiadásban De goudsmit en de meesterdief címmel)
- 1962 De brief voor de koning
- 1964 De blauwe boekanier
- 1965 Geheimen van het Wilde Woud (A De short voor de koning folytatása)
- 1966 De zevensprong (Később tévésorozat lett belőle[22])
- 1967 De trapeze (Novellagyűjtemény)
- 1968 De blauwe maan (8 rövid könyvből álló sorozat)
- 1969 Torenhoog en mijlenbreed
- 1973 De torens van februari
- 1977 Water is gevaarlijk (Novellagyűjtemény)
- 1979 Het gevaarlijke venster en andere verhalen (Novellagyűjtemény. A De short voor de koning és a Geheimen van het Wilde Woud folytatása)
- 1982 Ogen van tijgers (A Torenhoog en mijlenbreed folytatása)
- 1989 Het geheim van de klokkenmaker, of De tijd zal het leren, of De tijd zal je leren
- 1992 Aan de andere kant van de deur (A Het geheim van de klokkenmaker folytatása: a bejelentett harmadik rész nem jelent meg)
- 2001 De robot van de rommelmarkt / Route Z (Két történet, az egyik a Torenhoog en mijlenbreed előzménye)
- 2005 De blauwe maansteen
- 2005 Het dansende licht (Novellagyűjtemény)
- 2007 Wat niemand weet (Illusztrálta: Annemarie van Haeringen(wd))
- 2009 Dichtbij ver van hier
- 2017 Als de sterren zingen

### Magyarul megjelent
- Levél a királynak (De brief voor de Koning) – Kolibri, Budapest, 2020 · ISBN 9789634377320 · Fordította: Wekerle Szabolcs (Kolibri klasszikusok sorozat)
- A Nagy Vadon titkai (Geheimen van het Wilde Woud; Levél a királynak 2.) – Kolibri, Budapest, 2018 · ISBN 9789634373780 · Fordította: Wekerle Szabolcs
- A Hetedik Út titka (De zevensprong) – Kolibri, Budapest, 2023 · ISBN 9789634377726 · Fordította: Wekerle Szabolcs

## Díjai
- 1963: Kinderboek van het Jaar (Az év gyerekkönyve – a Gouden Griffel elődje – a De brief voor de koning-ért.)[7]
- 1971: Nienke van Hichtum-prijs for Torenhoog en mijlenbreed[23]
- 1976: Staatsprijs voor kinder- en jeugdliteratuur (A Theo Thijssen-prijs a legmagasabb díj a holland nyelvterületen egy ifjúsági szerző számára, szerzőnként csak egyszer nyerhető el.)[23]
- 1995: Buxtehude Bull, Buxtehude városa által az ifjúsági irodalomnak adott díjat a De torens van Februari német fordításáért[24]
- 2004: Griffel der Griffels, a De brief voor de koning-ért (az elmúlt ötven év legjobb holland gyerekkönyvének díja)[23]
- 2005: Victorine Hefting Award, egy díj azoknak a hágai nőknek, akik hozzájárultak a nők kulturális emancipációjához[23]

## Fordítás
- Ez a szócikk részben vagy egészben  a   Tonke Dragt című angol Wikipédia-szócikk fordításán alapul.  Az eredeti cikk szerkesztőit annak laptörténete sorolja fel. Ez a jelzés csupán a megfogalmazás eredetét és a szerzői jogokat jelzi, nem szolgál a cikkben szereplő információk forrásmegjelöléseként.